# Обыкновенный пескарь
Обыкновенный пескарь (лат. Gobio gobio) — представитель рода пескарей (согласно нормам правописания XIX века, слово писалось через «и» — «Пискарь») семейства карповых. 
Широко распространён в Европе, кроме северных и южных её частей. Достигает длины 22 см, но крупнее 15 см встречается редко. Тело сверху зеленовато-буроватого цвета, с боков серебристое и покрытое синеватыми или черноватыми пятнами. В углах рта усики. Взрослые рыбы потребляют личинок тендипедид, подёнок и мелкие раковины горошинки. Весной охотно поедает икру других рыб. Половозрелым пескарь становится на третьем—четвёртом году жизни, при длине более 8 см. В течение всей жизни пескарь держится большими стаями.

## Статус
Непромысловый, широко распространённый вид, является объектом питания ценных хищных рыб и объектом любительского и спортивного рыболовства.
Как некрупная рыбка может быть использован для содержания в холодноводном аквариуме.

## Исследования
Первые данные об обыкновенном пескаре появились ещё в XVIII веке (Linnaeus, 1758) — в Англии. Далее, этот вид был изучен на Байкале (Georgi, 1775). Во всех своих ареалах данный вид пескаря многочислен.
В России данные об этом виде пескаря впервые появились в труде «Фауна Российской империи. Рыбы» (Берг, 1912).
С этого времени данный вид пескаря изучался многими исследователями (Берг, 1914; Никольский, 1936; Богуцкая, Насека, 1996).

## Распространение
Ранее считалось, что ареал очень широк, и в его пределах выделялось несколько форм этого вида (Берг, 1949 а). Согласно последней ревизии пескарей рода Gobio ареал обыкновенного пескаря ограничен водоёмами северо-восточной части Европы: Великобритания, южная Швеция, водоёмы бассейнов Белого, Балтийского и Северного морей и р. Волги. В пределах этого ареала популяции обыкновенного пескаря характеризуются значительной морфологической однородностью (Васильева и др., 2004). Таким образом, в пределах области этот вид обитает только в бассейне р. Волги. Например, известно его пребывание в р. Терешке и её притоках в пределах сопредельного Радищевского района Ульяновской области (Артемьева, Селищев, 2005), в среднем течении р. Курдюм в Саратовском и Татищевском районах (Белянин, 2006). Таксономический статус пескарей из водоёмов Донского бассейна нуждается в уточнении.
Дальний Восток, Приморский край — обитает практически во всех реках.

## Численность
В местах стабильного обитания количественные показатели вида относительно высоки.
Пескарь широко распространен в реках и речках бассейна р. Терек.

## Лимитирующие факторы и меры охраны
Вид чувствителен к загрязнению водоемов. В специальных мерах охраны не нуждается.

## Краткое описание
Размеры небольшие — 10—15 см в длину, но встречаются экземпляры и крупнее. Внешний вид достаточно специфичен: тело веретеновидное, слегка уплощённое со стороны брюшка. Чешуя крупная. Рыло удлинённое, рот нижний, нижняя губа прервана посередине, в углах рта есть хорошо развитая пара усиков. В боковой линии 40—45 чешуек. Тело сверху окрашено в зеленовато-бурые тона, с боков серебристое, покрытое синеватыми или черноватыми пятнами, иногда сливающимися в сплошную тёмную полоску, брюхо желтоватое. Спинной и хвостовой плавники несут многочисленные тёмные точки. В воде его легко узнать по большим, широко расставленным в стороны грудным плавникам, которые придают телу треугольную форму.

## Место обитания
Типичный донный вид, пескари в течение всего года держатся большими стаями. Обитает в реках на песчаных и каменистых участках со средним по скорости течением. Часто встречается в водохранилищах, нередко в озёрах и прудах с оптимальным кислородным режимом.

## Особенности биологии
Половой зрелости достигает в возрасте 3—4 лет, когда длина тела составляет не менее 8 см. Соотношение самцов и самок, по наблюдениям в реках Сура, Мокша и Малый Цивиль в июле — августе, приблизительно равное (Артаев, Ручин, 2007 б). Нерест порционный, начинается при температуре воды +7 °C; его общая продолжительность составляет 1,5—2 месяца. Плодовитость не превышает 10—12 тыс. клейких икринок, которые откладываются на твердые субстраты на мелководьях. Икринки инкрустируются частицами ила, песчинками, от чего становятся незаметными. Личинки вылупляются с большими грудными плавниками и сильно пигментированными глазами. Они не реагируют на свет и ещё несколько дней остаются лежать на дне. К концу вегетационного периода молодые рыбы достигают в длину 5 см. Относится к типичным бентофагам: личинки питаются мелкими донными беспозвоночными (корненожками, коловратками), молодые и взрослые рыбы потребляют подёнок и мелких моллюсков, икру других рыб.

## В искусстве
- «Премудрый пискарь»
- Приключения Лунтика и его друзей (Пескарь Иванович)